# Honkaluoto (ö i Norra Savolax, Varkaus, lat 62,26, long 28,60)
Honkaluoto är en ö i Finland. Den ligger i sjön Enonvesi och i kommunen Varkaus i den ekonomiska regionen  Varkaus ekonomiska region  och landskapet Norra Savolax, i den sydöstra delen av landet, 300 km nordost om huvudstaden Helsingfors. Öns area är 0,9 hektar och dess största längd är 190 meter i nord-sydlig riktning.